# Golden Globe Awards 2004
Die 61. Verleihung der Golden Globe Awards fand am 25. Januar 2004 im Beverly Hilton Hotel in Beverly Hills, Kalifornien statt.
Der Herr der Ringe: Die Rückkehr des Königs gewann mit vier Preisen die meisten Awards. Unterwegs nach Cold Mountain führte mit acht Nominierungen die Liste der Nominierten an, wobei Big Fish die meisten Nominierungen (vier) ohne einen Award hatte.

## Nominierungen und Gewinner im Bereich Film

### Bester Film – Drama
Der Herr der Ringe: Die Rückkehr des Königs(The Lord of the Rings: The Return of the King)  Regie: Peter Jackson
- Master & Commander – Bis ans Ende der Welt (Master & Commander: The Far Side of the World) – Regie: Peter Weir
- Mystic River – Regie: Clint Eastwood
- Seabiscuit – Regie: Gary Ross
- Unterwegs nach Cold Mountain (Cold Mountain) – Regie: Anthony Minghella

### Bester Film – Komödie/Musical
Lost in Translation – Regie: Sofia Coppola
- Big Fish – Regie: Tim Burton
- Findet Nemo (Finding Nemo) – Regie: Andrew Stanton, Lee Unkrich
- Kick It Like Beckham (Bend it like Beckham) – Regie: Gurinder Chadha
- Tatsächlich… Liebe (Love Actually) – Regie: Richard Curtis

### Beste Regie
Peter Jackson – Der Herr der Ringe: Die Rückkehr des Königs (The Lord of the Rings: The Return of the King)
- Sofia Coppola – Lost in Translation
- Clint Eastwood – Mystic River
- Anthony Minghella – Unterwegs nach Cold Mountain (Cold Mountain)
- Peter Weir – Master & Commander – Bis ans Ende der Welt (Master & Commander: The Far Side of the World)

### Bester Hauptdarsteller – Drama
Sean Penn – Mystic River
- Russell Crowe – Master & Commander – Bis ans Ende der Welt (Master & Commander: The Far Side of the World)
- Tom Cruise – Last Samurai (The Last Samurai)
- Ben Kingsley – Haus aus Sand und Nebel (House of Sand and Fog)
- Jude Law – Unterwegs nach Cold Mountain (Cold Mountain)

### Beste Hauptdarstellerin – Drama
Charlize Theron – Monster
- Cate Blanchett – Die Journalistin (Veronica Guerin)
- Scarlett Johansson – Das Mädchen mit dem Perlenohrring (Girl with a Pearl Earring)
- Nicole Kidman – Unterwegs nach Cold Mountain (Cold Mountain)
- Uma Thurman – Kill Bill – Volume 1
- Evan Rachel Wood – Dreizehn (Thirteen)

### Bester Hauptdarsteller – Komödie/Musical
Bill Murray – Lost in Translation
- Jack Black – School of Rock (The School of Rock)
- Johnny Depp – Fluch der Karibik (Pirates of the Caribbean: The Curse of the Black Pearl)
- Jack Nicholson – Was das Herz begehrt (Something’s Gotta Give)
- Billy Bob Thornton – Bad Santa

### Beste Hauptdarstellerin – Komödie/Musical
Diane Keaton – Was das Herz begehrt (Something’s Gotta Give)
- Jamie Lee Curtis – Freaky Friday
- Scarlett Johansson – Lost in Translation
- Diane Lane – Unter der Sonne der Toskana (Under the Tuscan Sun)
- Helen Mirren – Kalender Girls (Calender Girls)

### Bester Nebendarsteller
Tim Robbins – Mystic River
- Alec Baldwin – The Cooler – Alles auf Liebe (The Cooler)
- Albert Finney – Big Fish
- Peter Sarsgaard – Shattered Glass
- Ken Watanabe – Last Samurai (The Last Samurai)

### Beste Nebendarstellerin
Renée Zellweger – Unterwegs nach Cold Mountain
- Maria Bello – The Cooler – Alles auf Liebe (The Cooler)
- Patricia Clarkson – Pieces of April – Ein Tag mit April Burns (Pieces of April)
- Hope Davis – American Splendor
- Holly Hunter – Dreizehn (Thirteen)

### Bestes Drehbuch
Sofia Coppola – Lost in Translation
- Richard Curtis – Tatsächlich… Liebe (Love Actually)
- Brian Helgeland – Mystic River
- Anthony Minghella – Unterwegs nach Cold Mountain (Cold Mountain)
- Jim Sheridan, Kirsten Sheridan, Naomi Sheridan – In America

### Beste Filmmusik
Howard Shore – Der Herr der Ringe: Die Rückkehr des Königs (The Lord of the Rings: The Return of the King)
- - Alexandre Desplat – Das Mädchen mit dem Perlenohrring (Girl with a Pearl Earring)
- Danny Elfman – Big Fish
- Gabriel Yared – Unterwegs nach Cold Mountain (Cold Mountain)
- Hans Zimmer – Last Samurai (The Last Samurai)

### Bester Filmsong
„Into the West“ aus Der Herr der Ringe: Die Rückkehr des Königs (The Lord of the Rings: The Return of the King) – Annie Lennox
- „Man of the Hour“ aus Big Fish – Pearl Jam
- „The Heart of Every Girl“ aus Mona Lisas Lächeln (Mona Lisa Smile) – Elton John
- „Time Enough for Tears“ aus In America – Andrea Corr
- „You Will Be My Ain True Love“ aus Unterwegs nach Cold Mountain (Cold Mountain) – Alison Krauss, Sting

### Bester fremdsprachiger Film
Osama, Afghanistan – Regie: Siddiq Barmak
- Die Invasion der Barbaren (Les invasions barbares), Kanada – Regie: Denys Arcand
- Good Bye, Lenin!, Deutschland – Regie: Wolfgang Becker
- Monsieur Ibrahim und die Blumen des Koran (Monsieur Ibrahim et les fleurs du Coran), Frankreich – Regie: François Dupeyron
- The Return – Die Rückkehr (Возвращение), Russland – Regie: Andrei Swjaginzew

## Nominierungen und Gewinner im Bereich Fernsehen

### Beste Fernsehserie – Drama
24
- CSI: Den Tätern auf der Spur (CSI: Crime Scene Investigation)
- Nip/Tuck – Schönheit hat ihren Preis (Nip/Tuck)
- Six Feet Under
- The West Wing – Im Zentrum der Macht (The West Wing)

### Bester Darsteller in einer Fernsehserie – Drama
Anthony LaPaglia – Without a Trace – Spurlos verschwunden (Without a Trace)
- Michael Chiklis – The Shield – Gesetz der Gewalt (The Shield)
- William Petersen – CSI: Den Tätern auf der Spur (CSI: Crime Scene Investigation)
- Martin Sheen – The West Wing – Im Zentrum der Macht (The West Wing)
- Kiefer Sutherland – 24

### Beste Darstellerin in einer Fernsehserie – Drama
Frances Conroy – Six Feet Under
- Jennifer Garner – Alias – Die Agentin (Alias)
- Allison Janney – The West Wing – Im Zentrum der Macht (The West Wing)
- Joely Richardson – Nip/Tuck – Schönheit hat ihren Preis (Nip/Tuck)
- Amber Tamblyn – Die himmlische Joan (Joan of Arcadia)

### Beste Fernsehserie – Komödie/Musical
The Office
- Arrested Development
- Monk
- Sex and the City
- Will & Grace

### Bester Darsteller in einer Fernsehserie – Komödie/Musical
Ricky Gervais – The Office
- Matt LeBlanc – Friends
- Bernie Mac – The Bernie Mac Show
- Eric McCormack – Will & Grace
- Tony Shalhoub – Monk

### Beste Darstellerin in einer Fernsehserie – Komödie/Musical
Sarah Jessica Parker – Sex and the City
- Bonnie Hunt – Alles dreht sich um Bonnie (Life with Bonnie)
- Reba McEntire – Reba
- Debra Messing – Will & Grace
- Bitty Schram – Monk
- Alicia Silverstone – Kate Fox & die Liebe (Miss Match)

### Beste Miniserie oder bester Fernsehfilm
Engel in Amerika
- Eine Frage der Liebe (Normal)
- Mein Haus in Umbrien (My House in Umbria)
- Soldier’s Girl
- The Roman Spring of Mrs. Stone

### Bester Darsteller in einer Miniserie oder einem Fernsehfilm
Al Pacino – Engel in Amerika (Angel in America)
- Antonio Banderas – Pancho Villa – Mexican Outlaw (And Starring Pancho Villa as Himself)
- James Brolin – The Reagans
- Troy Garity – Soldier’s Girl
- Tom Wilkinson – Eine Frage der Liebe (Normal)

### Beste Darstellerin in einer Miniserie oder einem Fernsehfilm
Meryl Streep – Engel in Amerika (Angel in America)
- Judy Davis – The Reagans
- Jessica Lange – Eine Frage der Liebe (Normal)
- Helen Mirren – The Roman Spring of Mrs. Stone
- Maggie Smith – Mein Haus in Umbrien (My House in Umbria)

### Bester Nebendarsteller in einer Serie, einer Miniserie oder einem Fernsehfilm
Jeffrey Wright – Engel in Amerika (Angel in America)
- Sean Hayes – Will & Grace
- Lee Pace – Soldier’s Girl
- Ben Shenkman – Engel in Amerika (Angel in America)
- Patrick Wilson – Engel in Amerika (Angel in America)

### Beste Nebendarstellerin in einer Serie, einer Miniserie oder einem Fernsehfilm
Mary-Louise Parker – Engel in Amerika (Angel in America)
- Kim Cattrall – Sex and the City
- Kristin Davis – Sex and the City
- Megan Mullally – Will & Grace
- Cynthia Nixon – Sex and the City

## Miss Golden Globe
Lily Costner (Tochter von Kevin Costner und Cindy Silva)